# NGC 7628
NGC 7628 is een elliptisch sterrenstelsel in het sterrenbeeld Pegasus. Het hemelobject werd op 4 oktober 1878 ontdekt door de Franse astronoom Édouard Jean-Marie Stephan.

## Synoniemen
- UGC 12534
- MCG 4-55-5
- ZWG 476.14
- PGC 71153